# Medicine Head
Medicine Head foi uma banda de blues rock britânica ativa entre 1968 e 1977 composta por John Fiddler (vocal, guitarra, piano), Keith Relf (baixo, guitarras) e John Davies (bateria). Ela tornou-se notável por lançar, em 1972, um álbum com o título de Dark Side Of The Moon, o que fez com que o Pink Floyd, que na época estava concebendo um álbum com esse nome, chegou a cogitar um outro título, Eclipse, até que retomou o título anterior depois que o Medicine Head teve um fracasso comercial com seu álbum.

## Discografia

### Singles
- "(And The) Pictures in the Sky" - Number 22 - 1971
- "One and One is One" - Number 3 - 1973
- "Rising Sun" - Number 11 - 1973
- "Slip and Slide" - Number 22 - 1974

### Álbuns
- New Bottles, Old Medicine - 1970
- Heavy on the Drum - 1971
- Dark Side of the Moon - 1972
- One & One is One - 1973
- Thru a Five - 1974

- Fiddlersophical - 2011